# Halos
halos（ハロス）は、秋田出身のロックバンド。これまでにスタジオ・アルバム5枚とシングル1枚、その他編集盤など3作品をリリースしている。

## 概要
2005年にhalosを始動。自主制作音源「sub human voice」をリリース。*現在は廃盤
2006年12月、1st album「record」をビクターエンタテインメント / SaaS Recordingsよりリリース 
2007年4月、ARABAKI ROCK FESTメインステージ出演
2007年12月、2nd  album「coyote」をリリース
2009年2月、3rd album「blue bird」リリース
- 収録曲「青い鳥」は、2010年11月～2011年2月頃まで秋田朝日放送で放送された秋田内陸縦貫鉄道TVCMのBGMとして使用された。

2011年1月、4th album「ivy,ivy,ivy」をリリース
2013年10月、1st single「笛の音が響いている」をリリース
- 土崎・港商友会創立50周年記念事業テーマソング。「例年7月に開かれる国の重要無形民俗文化財「土崎神明社例祭・土崎港曳山まつり」を題材に、地元の景色や思い出などを盛り込みながらスローテンポの曲に仕上げた」[1]とのこと。

2014年11月5日、5th album「PLAY」をリリース。

## メンバー

### 現メンバー
- 草階亮一（くさかい りょういち、1976年9月17日 - ）

ボーカル、ギター。秋田県秋田市土崎港出身。血液型:AB。オリジナルメンバー。「山・音楽・秋田」が趣味。みずしな孝之原作「けものとチャット」OVA主題歌の作曲・編曲を行うなど、作曲家としても活動している。
- 諸越俊玲（もろこし としあき、1977年2月25日 - ）

ドラム、トロンボーン。秋田県秋田市土崎港出身。血液型:A。オリジナルメンバー。ロックバンドRadio Beachのメンバーでもあり、Radio Beachでは2004年7月発売の「WHITE HEADPHONE」でメジャー・デビューを果たしている。また、ヤマハ音楽振興会PMSにてトロンボーンとドラムの講師を務めているほか、ライブハウス、Bar、結婚式、各種イベントなどで幅広く演奏活動をしている。
- 宮崎悠（みやざき ゆう、1981年7月7日 - ）

ピアノ、オルガン。群馬県吾妻郡中之条町出身。血液型:B。オリジナルメンバー。
- 佐藤和也（さとう かずや、（1987年1月4日 -）

ベース、コーラス。岩手県奥州市出身。血液型:O。2010年加入。

### 元メンバー
- 古関憲二（こせき けんじ、 - ）

ベース。秋田県秋田市出身。血液型:O。オリジナルメンバー。

## 作品

### ミニアルバム
- PLAY （2014年）RTR-10106
  1. 描いた道
  2. 萩の花
  3. ハイウエイ
  4. 歯ブラシ
  5. 拝啓マイルス先生
  6. 冬が去って
  7. ワタリドリ

- ivy,ivy,ivy （2011年）RTR-10101
  1. 蛾の歌
  2. ピアノが鳴る
  3. 世界砂漠
  4. 旅の路面
  5. 真っ赤だな
  6. 西の空

- blue bird （2009年）RTR-10100
  1. 降る夜
  2. 暁の帰り道
  3. 青い鳥
  4. カモメの唄
  5. 飛ぼうとした人

- coyote （2007年）RTR-10099
  1. コヨーテ
  2. 深雪の窓
  3. 知らないバス
  4. フライパンの凹み
  5. 川ガラス

- record （2006年）SAA-60011
  1. 一月
  2. 水鳥のトンネル
  3. ライトハウス
  4. 海の匂い
  5. 黒い路面
  6. 橙
  7. つららら

### シングル
- 笛の音が響いている （2013年）RTR-10104
  1. 笛の音が響いている
  2. 水曜日

### DVD
- ivy,ivy,ivy release live （2011年）RTR-10102
  1. 降る夜
  2. ライトハウス
  3. 水鳥のトンネル
  4. 蛾の歌
  5. 世界砂漠
  6. 深雪の窓
  7. 黒い路面
  8. 真っ赤だな
  9. フライパンの凹み
  10. 旅の路面
  11. ピアノが鳴る
  12. 青い鳥

M-13 西の空
M-14 アンコール
M-15 アンコール

#### 参加作品
- Play for Japan 2013 vol.1 〜Landscapes in Music〜 （OTOTOYによる東日本大地震救済支援コンピレーションアルバム、2013年）
10. 旅の路面

- Play for Japan vol.5 （同上、2011年）
5. 真っ赤だな

- "T"RUST SHOP free compilation vol.1 ("T"RUST OVER 30 recordingsによるフリーコンピレーションアルバム、2013年）
14.西の空